# NGC 1305
NGC 1305 ist eine elliptische Galaxie vom Hubble-Typ E/S0 im Sternbild Eridanus am Südsternhimmel. Sie ist schätzungsweise 279 Millionen Lichtjahre von der Milchstraße entfernt und hat einen Durchmesser von etwa 125.000 Lichtjahren.

Im selben Himmelsareal befinden sich die Galaxien NGC 1289, NGC 1298, NGC 1308, IC 314.
Das Objekt wurde am 4. Januar 1864 von dem Astronomen Heinrich d’Arrest entdeckt.